# A51 (Frankrijk)
De A51 - ook wel Autoroute du Val de Durance en Autoroute du Trièves - is een autosnelweg gelegen in het zuiden van Frankrijk, die de snelweg A7 bij Septèmes-les-Vallons in de regio van Marseille verbindt met La Saulce ten noorden van Sisteron over een afstand van 146 km. Tevens is er een deel van de snelweg gelegen tussen de A480 bij Claix (agglomeratie van Grenoble) tot aan de Col du Fau (Trièves). De lengte van dit tracé is ongeveer 27 km.

## Ontbrekend gedeelte
Tussen La Saulce en de Col du Fau is de snelweg onderbroken. De twee wegdelen worden hier verbonden door gewone wegen. In de toekomst zou de snelweg hier doorgetrokken worden, ook al verloopt de besluitvorming hierover zeer traag vanwege de lokale weerstand en de hoge bouwkosten. Er zijn drie mogelijke 'oplossingen' voor het ontbrekende deel:
- een autosnelweg ten oosten van Gap, voorgestaan door de inwoners en bedrijven van Gap en de rechtse verkozenen van het departement Hautes-Alpes
- een autosnelweg via Lus-la-Croix-Haute, voorgestaan door het departement Alpes-de-Haute-Provence, vanwege de kortere verbinding naar het noorden toe
- een upgrade van de huidige wegen (D1075 via Lus-la-Croix-Haute) en N85 (Gap - Corps - La Mure) zodat een betere doorstroming mogelijk is (in het maximale scenario een volledige upgrade tot voie express, 110 km/h), mogelijk gecombineerd met een verbetering van de ontsluiting per spoorweg (de Ligne des Alpes Grenoble-Veynes-Marseille en de lijn Marseille-Veynes-Briançon). Deze oplossing is voorgestaan door de regio Auvergne-Rhône-Alpes, het departement Isère en de streek Trièves.

Vanwege de onenigheid over de te kiezen oplossing, de hoge bouwkosten van een snelweg in het bergachtige gebied (veel dure kunstwerken), de beperkte budgetten bij de departementen en de Franse staat en de beperkte tijdwinst voor doorgaand verkeer op het gehele tracé Lyon-Nice in vergelijking met het tracé via Valence (A7 en A8) is de kans klein dat er op korte termijn wordt voortgebouwd aan de A51.

## Bouw

### Zuidelijk deel
- 1951: Opening van het tracé tussen Marseille en Les Pennes Mirabeau (tegenwoordig A7).
- 1953: Opening van het traject naar Cabriès.
- 1966: Omnummering van het traject naar Cabriès tot A51.
- 1970: Opening van het stuk snelweg tussen Cabriès en Aix-en-Provence (Venelles)
- 1985: verlenging tot Pont-de-Mirabeau (33 km)
- 1986: verlenging tot Manosque (37 km)
- 1989: verlenging tot Aubignosc (39 km)
- 1990: verlenging tot Sisteron-Nord (6 km)
- 1999: verlenging tot La Saulce (30 km)

### Noordelijk deel
- 1999: Grenoble (Claix) - Saint-Martin-de-la-Cluze (17 km)
- 2007: verlenging tot de Col du Fau (10,5 km) - voorlopig slechts één rijbaan (2x1 rijvak), uitbreiding tot 2x2 mogelijk mits de verkeersstromen dit verantwoorden.

## Knooppunten
- Met de A7 bij Septèmes-les-Vallons.
- Met de A512 bij Simiane-Collongue.
- Met de A8 bij Aix-en-Provence.
- Met de A480 bij Claix (Grenoble).